# Jasper (Texas)
Jasper település az Amerikai Egyesült Államok Texas államában, Jasper megyében, melynek megyeszékhelye is. Lakosainak száma 6884 fő (2020. április 1.).

## Népesség
A település népességének változása:
| Lakosok száma | 8247 | 7590 | 7644 | 6884 |
|               | 2000 | 2010 | 2018 | 2020 |